# Bernhard Karlgren

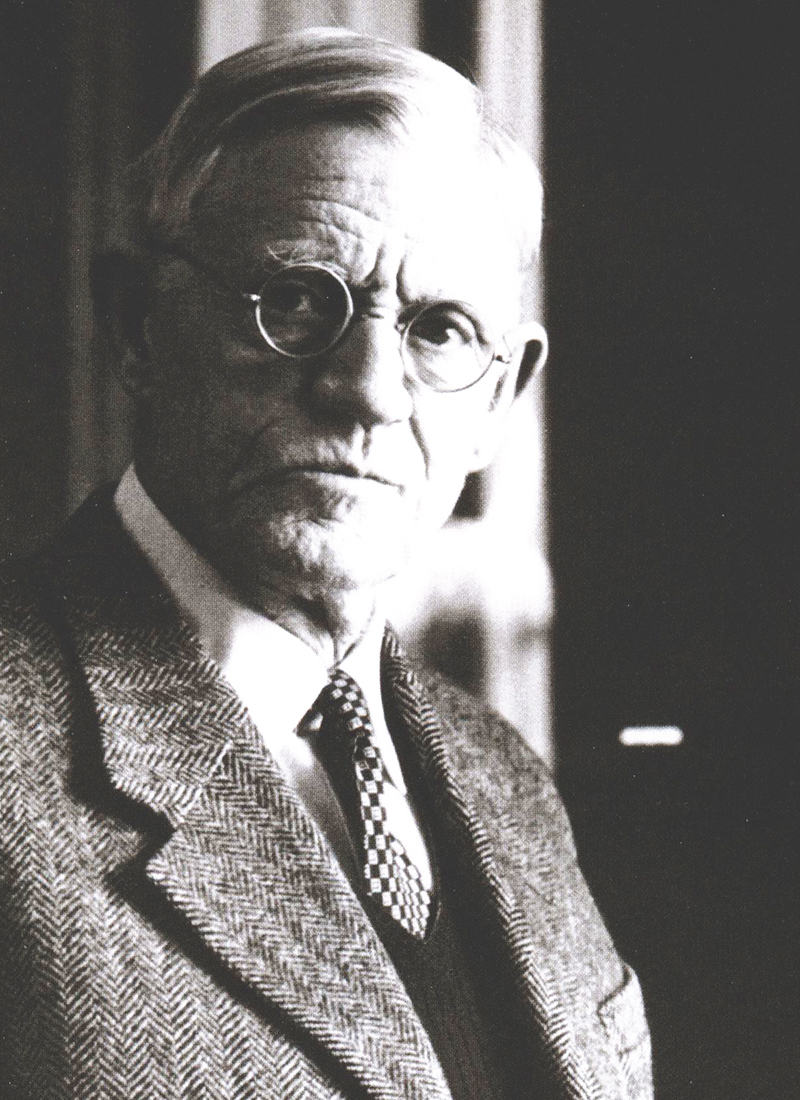
Bernhard Karlgren

Klas Bernhard Johannes Karlgren (* 5. Oktober 1889 in Jönköping; † 20. Oktober 1978 in Stockholm; chinesisches Pseudonym 高本漢 / 高本汉,  Gāo Běnhàn) war ein schwedischer Sprachwissenschaftler und Sinologe, der als einer der ersten versuchte, das Lautsystem des Mittel- und Altchinesischen zu rekonstruieren (Karlgren-Li-Rekonstruktion des Mittelchinesischen). Karlgren war von 1939 bis 1959 Leiter des Ostasiatischen Museums in Stockholm. Die Königlich Dänische Akademie der Wissenschaften nahm ihn 1936 und die Königlich Niederländische Akademie der Wissenschaften 1950 auf. 1968 wurde er zum korrespondierenden Mitglied der British Academy gewählt.
Er wandte die Methoden der europäischen historischen Sprachwissenschaft auf das Chinesische an. Als Grundlage für seine Rekonstruktion zog er alte Reimwörterbücher heran, welche die phonologischen Kategorien der damaligen Standardsprache wiedergaben, und füllte deren Kategorien mit Daten auf, die er aus dem Studium moderner Dialekte und chinesischer Lehnwörter in anderen Sprachen (Japanisch, Koreanisch, Vietnamesisch) gewann.
Seine Rekonstruktionsversuche waren bahnbrechend für die chinesische Sprachwissenschaft. Karlgren lehnte methodische Neuerungen in der Sprachwissenschaft ab (v. a. den Strukturalismus, den er als vorübergehende Mode betrachtete) und seine Arbeitsweisen und -ergebnisse wurden später schwer kritisiert. Dennoch bilden sie die Grundlage für alle neuere Forschung auf dem Gebiet der historischen Phonologie des Chinesischen und verwandter Sprachen.
Viele seiner Publikationen erschienen im Bulletin of the Museum of Far Eastern Antiquities (BMFEA).

## Werke (Auswahl)
- Études sur la phonologie chinoise. 1915–1926 (Archives d’Études Orientales).
- Ordet och Pennan i Mittens Rike, 1918, adapted as Sound and Symbol in Chinese. Oxford 1923. Nachdruck: Global Language Press, Toronto 2007, ISBN 978-0-9738-9240-6.
- The Reconstruction of Ancient Chinese. T'oung Pao, vol. 21, S. 1–42, 1922
- Analytic Dictionary of Chinese and Sino-Japanese. 1923.
- Philology and Ancient China. Oslo u. a. 1926 (Digitalisat)
- The Authenticity of Ancient Chinese Texts. in: Bulletin of the Museum of Far Eastern Antiquities, 1929.
- The Early History of the Chou Li and Tso Chuan Texts in: Bulletin of the Museum of Far Eastern Antiquities, 1931.
- Word Families in Chinese in: Bulletin of the Museum of Far Eastern Antiquities, 1933.
- New Studies on Chinese Bronzes in: Bulletin of the Museum of Far Eastern Antiquities, 1937.
- Grammata Serica, Script and Phonetics in Chinese and Sino-Japanese in: The Bulletin of the Museum of Far Eastern Antiquities, Stockholm, 1940.
- Huai and Han. in: The Bulletin of the Museum of Far Eastern Antiquities, Stockholm, 1941.
- Glosses on the Kuo Feng Odes. in: The Bulletin of the Museum of Far Eastern Antiquities, Stockholm, 1942.
- Glosses on the Siao Ya Odes. in: The Bulletin of the Museum of Far Eastern Antiquities, Stockholm, 1944.
- Glosses on the Ta Ya and Sung Odes. in: The Bulletin of the Museum of Far Eastern Antiquities, Stockholm, 1946.
- Legends and Cults in Ancient China. in: The Bulletin of the Museum of Far Eastern Antiquities, Stockholm, 1946.
- The Book of Documents. in: The Bulletin of the Museum of Far Eastern Antiquities, Stockholm, 1950.
- Compendium of Phonetics in Ancient and Archaic Chinese. in: The Bulletin of the Museum of Far Eastern Antiquities, Stockholm, 1954.
- Grammata Serica Recensa. in: The Bulletin of the Museum of Far Eastern Antiquities, Stockholm, 1957
- Glosses on the Tso Chuan. in: The Bulletin of the Museum of Far Eastern Antiquities, Stockholm, 1969.